# Michael Sweerts
Pour les articles homonymes, voir Sweerts.
Michael Sweerts, né à Bruxelles en 1618 et mort dans le Goa en 1664, est un peintre et graveur flamand de l'époque baroque, connu pour ses peintures allégoriques et de genre, ses portraits et ses tronies. L'artiste menait une vie itinérante et a travaillé à Rome, à Bruxelles, à Amsterdam, en Perse et en Inde (Goa).
Pendant son séjour à Rome, Sweerts s'est lié au groupe de peintres néerlandais et flamands de scènes de la vie quotidienne connu sous le nom de Bamboccianti. Les contributions de Sweerts au genre Bamboccianti font preuve d'une plus grande maîtrise stylistique et d'une plus grande sensibilité socio-philosophique que les autres artistes travaillant de cette manière. Bien qu'il ait connu le succès de son vivant, Sweerts et son œuvre sont tombés dans l'oubli jusqu'à ce qu'il soit redécouvert au XXe siècle comme l'un des artistes les plus intrigants et les plus énigmatiques de son époque. Ses portraits, notamment ceux de jeunes filles et d'adolescents, sont comparés à Vermeer par la délicatesse de leurs tons.

## Biographie
La première étude à propos de Michael Sweerts n'est publiée qu'en 1907, ce qui explique le silence à son égard des grandes biographies consacrées auparavant aux peintres de l'école flamande.
Né à Bruxelles, il est baptisé à l'église Saint-Nicolas, le 29 septembre 1618. Le registre paroissial indique qu'il est fils de David Sweerts, marchand, et de son épouse Martine Balliel. Rien n'est connu de sa prime jeunesse et l'on ne sait de qui il fut l'élève.

### À Rome

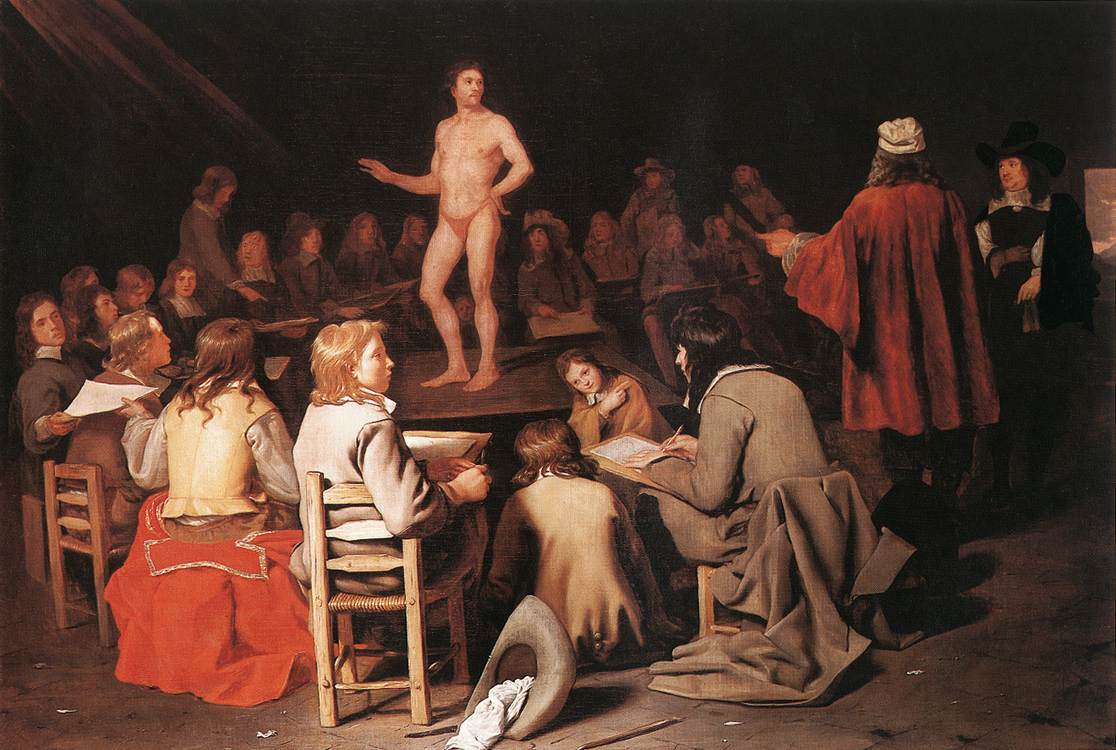
L'Atelier de dessin (1656-1658), musée Frans Hals.

Il arrive à Rome au moins au début des années 1640 et y travaille huit ou dix ans (de 1646 à 1654 ou 1656) sous l'influence des Bamboccianti, groupe de peintres flamands installés à Rome et réunis autour de Pieter van Laer. Ils étaient spécialisés dans les scènes de genre, ayant pour sujet des scènes champêtres ou citadines représentant la vie quotidienne du peuple, et leurs tableaux étaient appréciées des collectionneurs romains. Ils résidaient près de l'église Sainte-Marie-du-Peuple et lui-même est inscrit aux registres de cette paroisse de 1646 à 1651. Le commanditaire principal de Michael Sweerts à Rome est le prince Pamphili (1622-1666), mécène éclairé et poète, pour lequel il sert également d'acheteur d'art. Il peint pour le prince des décors de théâtre et au moins La Peste dans une cité antique est considérée comme étant une commande du prince. Grâce au prince, il compte l'aristocratie romaine dans sa clientèle, comme le prince Chigi qui lui achète deux toiles. Sweerts obtient le titre de chevalier (cavaliere) de la part du pape Innocent X, oncle du prince Pamphili. Sweerts sert également de portraitiste pour les Flamands en séjour à Rome, c'est notamment le cas des frères Deutz (nl) pendant leur Grand Tour. Sweerts est aussi leur acheteur d'art (antiquités, statues, tableaux, etc.) qu'il expédie ensuite aux Pays-Bas. C'est à eux qu'est destiné le cycle de tableaux des Sept actes de miséricorde, tels qu'ils sont mentionnés dans l'Évangile selon saint Matthieu. En 1647, il assiste à des rencontres de l'Accademia di San Luca bien qu'il n'en fût pas membre, mais « agrégé » collectant parmi ses compatriotes des dons en espèces au profit de cette Académie.

### À Bruxelles
Il retourne à Bruxelles dans le courant de l'année 1655 et entre dans la guilde de Saint-Luc, fameuse corporation de peintres. Il ouvre un atelier de dessin, dont la plupart des élèves sont destinés au dessin de cartons de tapisserie. Il estimait que l'étude des classiques était indispensable, comme tous ses contemporains, et il insistait particulièrement sur le nu académique et sur l'étude des visages en faisant travailler ses élèves d'après des moulages d'œuvres antiques. Un recueil de gravures d'après les visages qu'il a dessinés paraît en tirage limité en 1656 à Bruxelles, sous le titre Diversæ facies in usum juvenum et aliorum delineatæ per Michaelem Sweerts equit., pict., etc. Il est destiné à l'étude des visages selon certains modèles. Il semble que Sweerts ait eu pendant toute sa carrière la passion d'enseigner le dessin.

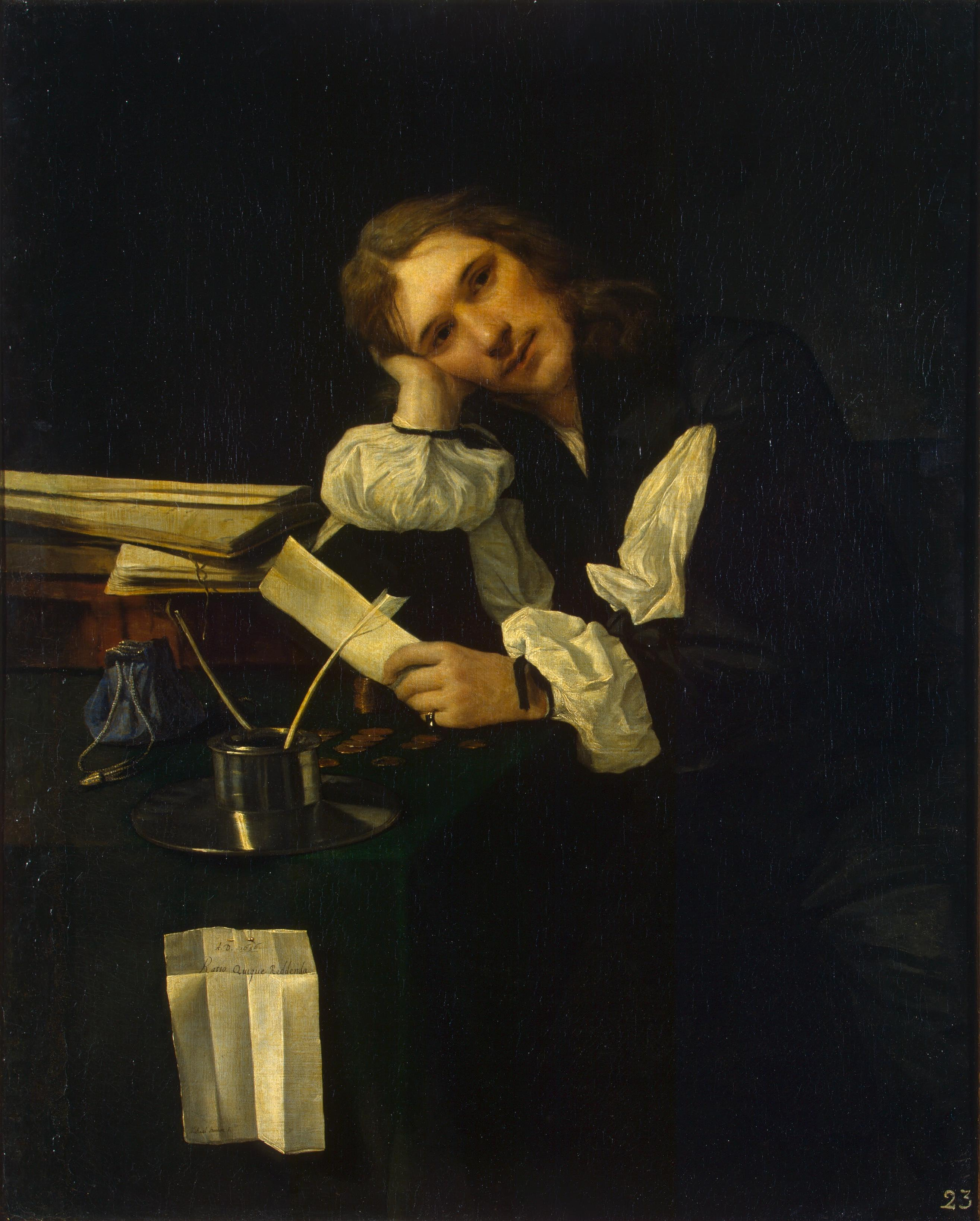
Portrait de jeune homme (1656), musée de l'Ermitage de Saint-Pétersbourg.

### En France
Il passe un certain temps en France dont l'atmosphère religieuse vit un renouveau avec la compagnie du Saint-Sacrement et l'action de saint Vincent de Paul. Les tableaux de Sweerts reflètent un changement de style avec une influence des frères Le Nain. Il entre à la Société des missions étrangères de Paris, qui vient d'être fondée, en tant que « familier laïc ».

### À Amsterdam
Il s'installe à nouveau à Amsterdam en juillet 1661, où il surveille avec un confrère le chantier du bateau qui doit transporter l'expédition prochaine d'un groupe de missionnaires de la Société des missions étrangères de Paris. Le groupe est formé autour de Mgr Pallu qui vient d'être nommé évêque in partibus d'Héliopolis (de) et dont la destination est la Chine (l'évêque met plus de deux ans à rejoindre le Siam par la route. Tout son récit de voyage est relaté dans sa correspondance).
Avant de partir, Sweerts laisse un autoportrait en souvenir pour la guilde de Saint-Luc, aujourd'hui conservé au Allen Memorial Art Museum.

### En Asie
Sweerts prend la mer en janvier 1662 pour l'Orient à Marseille avec le groupe des missionnaires et tout leur chargement. Ils arrivent à Alexandrette et passent en caravane par la Syrie, l'Arménie, puis Tabriz, mais Sweerts est renvoyé avant juillet 1662 de la Société des missions étrangères à cause de son caractère instable et de son irascibilité.
Un prêtre du groupe, M. Brunel, écrit à la duchesse d'Aiguillon, protectrice de la Société et nièce de Richelieu : « je vous ai mandé (...) comme Monseigneur estoit venu à bout de Monsr. Svets, peintre. Je ne sçay si le grand cas qu'on fit de luy à Alep à cause des tableaux qu'il y fit. Il devint si insupportable, qu'il faisoit leçon à tous. Il se mesloit du sacerdoce, enfin de toutes choses; en compagnie il contredisoit tout le monde, et particulièrement Monseigneur luy-même. » Il conclut son paragraphe en précisant « je vous assureray que vous n'avez veu en toute votre vie un homme plus soumis » [à cette décision] « , qui aye moins de langue ny plus humilé; quelquefois il me fait compassion. »
Le groupe continue sans lui vers Ispahan. Sweerts quant à lui se rend à Goa, colonie portugaise où il est en contact avec les Jésuites. Il y meurt deux ans plus tard, le 1er juin 1664.

## Quelques œuvres

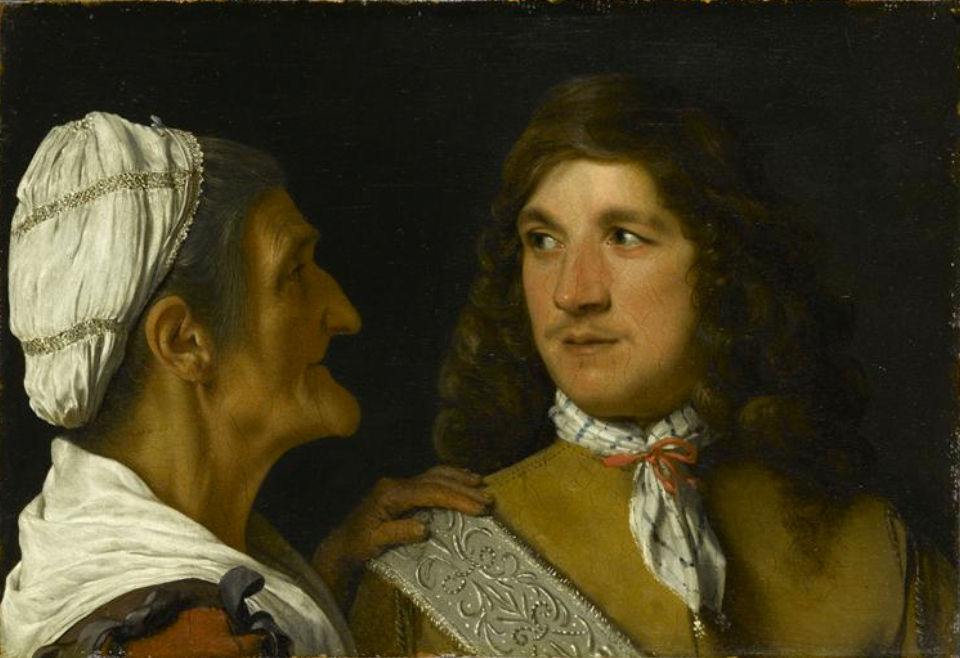
Le Jeune Homme et l'entremetteuse (1660), Louvre

### Rome

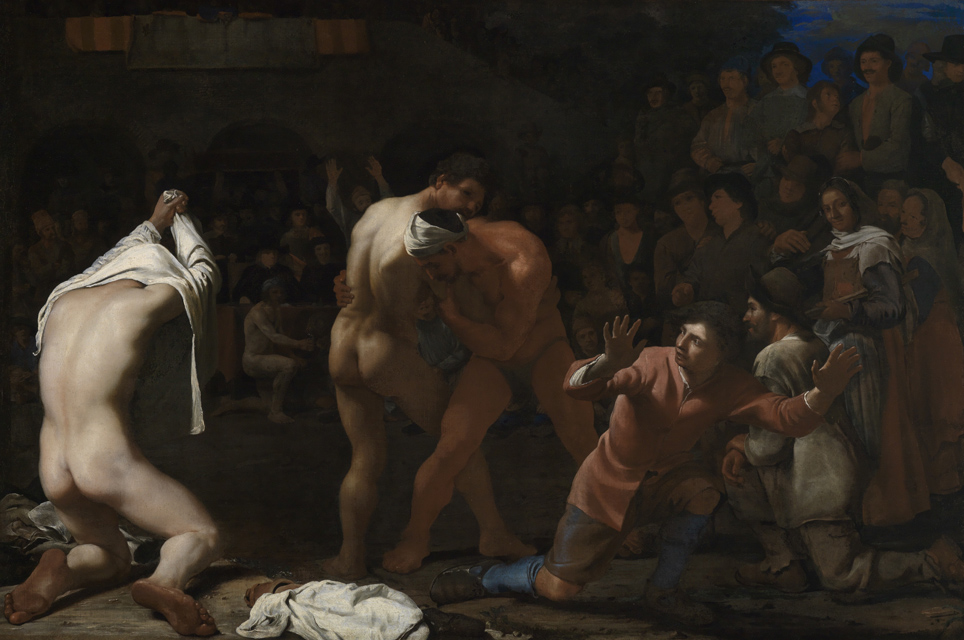
Le Combat de lutteurs (1648-1650), Staatliche Kunsthalle Karlsruhe.

- Vieillard et Fileuse, huile sur toile (entre 1645 et 1650), musée des beaux-arts de Nîmes
- Un vieil homme tricotant avec un garçon à ses côtés, huile sur toile (entre 1646 et 1650), musée de Grenoble
- Ensevelir les morts, huile sur toile (entre 1646 et 1649), Wadsworth Atheneum, Hartford (Connecticut)
- Désaltérer les assoiffés, huile sur toile (entre 1646 et 1649), 72 x 97,5 cm, Rijksmuseum, Amsterdam
- Nourrir les affamés, huile sur toile (entre 1646 et 1649), 75 x 99 cm, Rijksmuseum, Amsterdam
- Visiter les malades, huile sur toile (entre 1646 et 1649), 75 x 79 cm, Rijksmuseum, Amsterdam
- Vêtir ceux qui sont nus, huile sur toile (entre 1646 et 1649), 74 x 99 cm, Rijksmuseum, Amsterdam
- Les Joueurs de cartes, huile sur toile (entre 1646 et 1652), 71 x 74 cm, Rijksmuseum, Amsterdam
- Portrait de Joseph Deutz[14], huile sur toile (entre 1648 et 1649), 99,5 x 74,5 cm, Rijksmuseum, Amsterdam

- Portrait de jeune homme[15], huile sur toile (entre 1648 et 1649), Dallas Museum of Art[16], Dallas
- Le Combat de lutteurs (1648-1650), Staatliche Kunsthalle Karlsruhe
- Le Vieux Pèlerin, huile sur toile (1650), musées du Capitole de Rome
- La Vieille Paysanne, huile sur toile (1650), musées du Capitole de Rome
- Portrait d'homme, peut-être Jean Deutz, avec un manteau rouge, vers 1650, huile sur cuivre, 31 × 24 cm, Wallace Collection, Londres[17]
- Portrait de jeune fille ou Allégorie de l'ouïe (vers 1650), Staatsgalerie (Stuttgart)
- Jeunes parents avec leur garçon dans un jardin (vers 1650), Worcester Art Museum

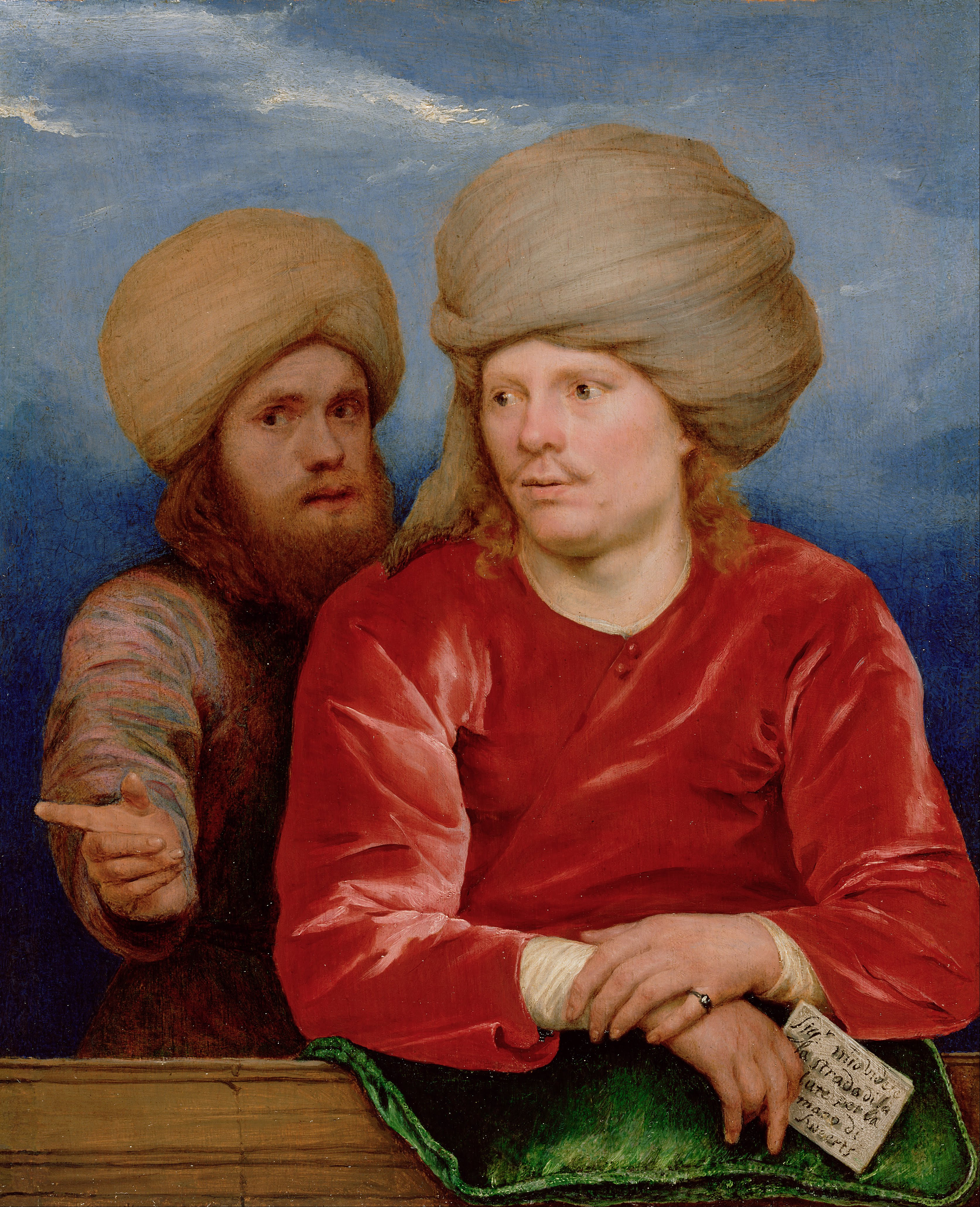
Double portrait d'hommes en turban (1662), Getty Center.

- L'Atelier du peintre (vers 1650), Rijksmuseum, Amsterdam
- Portrait d'homme huile sur toile (vers 1650), 80 x 64 cm, musée de l'Ermitage de Saint-Pétersbourg[18]

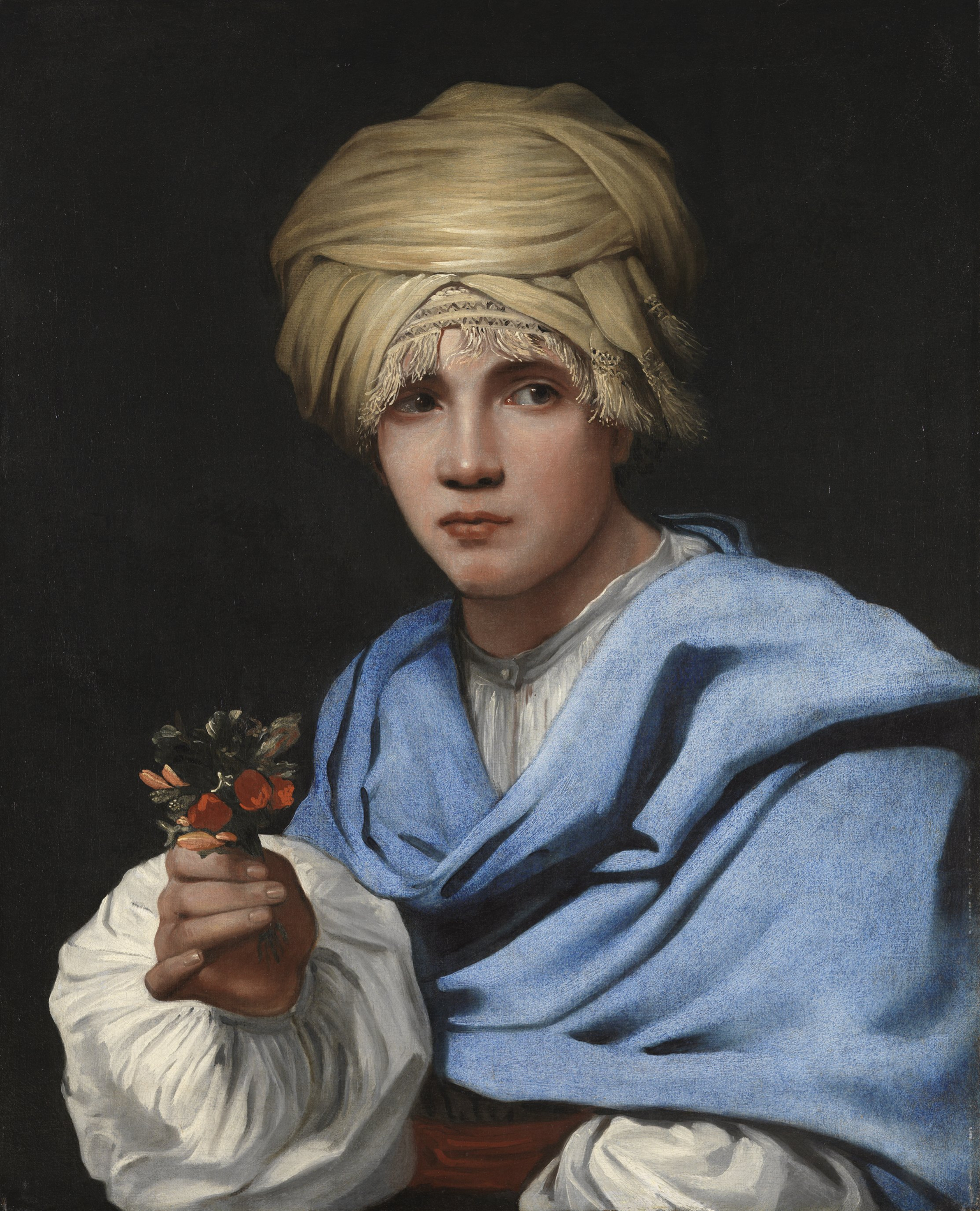
Garçon en turban tenant un bouquet, 1656-1658, musée Thyssen-Bornemisza

- Mars détruisant les arts, huile sur toile (entre 1650 et 1652), collection privée
- Dans l'atelier, huile sur toile (1682), Detroit Institute of Arts
- Les Joueurs de dames, huile sur toile (1652), 48 x 38 cm, Rijksmuseum, Amsterdam
- La Peste dans une cité antique, huile sur toile (entre 1652 et 1654), Los Angeles County Museum of Art

Retour à Bruxelles et séjour en France
- Le Garçon au chapeau, huile sur toile (entre 1653 et 1656), 36,9 x 29,2 cm Wadsworth Atheneum, Hartford (Connecticut)
- Hommes se baignant, huile sur toile (1655), 109 x 164 cm, musée des beaux-arts de Strasbourg
- Soldats jouant aux dés, huile sur toile (vers 1655), musée Thyssen-Bornemisza, Madrid
- L'Atelier de dessin, huile sur toile (entre 1656 et 1658), musée Frans Hals, Haarlem
- Autoportrait (1656), Allen Memorial Art Museum, Oberlin (Ohio)
- Portrait de jeune homme (1656), musée de l'Ermitage de Saint-Pétersbourg

### Madrid
- Le Garçon au turban (entre 1656 et 1658), musée Thyssen-Bornemisza, Madrid
- Le Baptême du Christ, huile sur toile (entre 1656 et 1659), 105 x 83 cm, Lindsay Fine Art Gallery

### Amsterdam
- Le Jeune Homme et l'entremetteuse, huile sur cuivre (1658-59), 19 × 27 cm, Musée du Louvre, Paris[19]
- Tête d'homme, dite le juif, huile sur toile, (vers 1661), Musée des Beaux-Arts de Marseille
- Vêtir celui que tu vois nu, vers 1661, huile sur toile, 82 × 114 cm, Metropolitan Museum of Art, New York[20]
- Portrait de jeune femme (1661), Mauritshuis, La Haye
- Double portrait d'hommes en turban, huile sur bois (1662), Getty Center de Los Angeles